# Thomas Hettegger
Thomas Hettegger (14 gennaio 1994) è un ex sciatore alpino austriaco.

## Biografia
Originario di Wagrain e attivo in gare FIS dal dicembre del 2009, in Coppa Europa Hettegger ha esordito il 19 gennaio 2013 a Kirchberg in Tirol in slalom gigante, senza completare la gara, e ha colto l'unica vittoria, nonché unico podio, il 12 gennaio 2017 a Zell am See in slalom speciale. In Coppa del Mondo ha disputato 8 gare, tutte slalom speciali (la prima il 15 gennaio 2017 a Wengen in slalom speciale, l'ultima il 4 marzo 2018 a Kranjska Gora), ottenendo un solo piazzamento a punti: 16º a Madonna di Campiglio il 22 dicembre 2017. La sua ultima gara in carriera è stata lo slalom speciale di Coppa Europa disputato a Jaun il 1 febbraio 2020, non completato da Hettegger; non ha preso parte a rassegne olimpiche o iridate.

## Palmarès

### Mondiali juniores
- 1 medaglia:
  - 1 argento (gara a squadre a Hafjell 2015)

### Coppa del Mondo
- Miglior piazzamento in classifica generale: 129º nel 2018

### Coppa Europa
- Miglior piazzamento in classifica generale: 47º nel 2018
- 1 podio:
  - 1 vittoria

#### Coppa Europa - vittorie
| Data            | Località    | Paese   | Specialità |
| --------------- | ----------- | ------- | ---------- |
| 12 gennaio 2017 | Zell am See | Austria | SL         |

Legenda:

SL = slalom speciale